# Ruslan Jakymov
Ruslan Jakymov –en ucraniano, Руслан Хакимов– (3 de junio de 1969) es un deportista ucraniano que compitió en lucha grecorromana. Ganó dos medallas en el Campeonato Europeo de Lucha, oro en 1995 y plata en 1993.
Participó en los Juegos Olímpicos de Atlanta 1996, ocupando el cuarto lugar en la categoría de 57 kg.

## Palmarés internacional
| Campeonato Europeo | Campeonato Europeo | Campeonato Europeo | Campeonato Europeo |
| Año                | Lugar              | Medalla            | Categoría          |
| ------------------ | ------------------ | ------------------ | ------------------ |
| 1993               | Estambul (Turquía) | Medalla de plata   | 57 kg              |
| 1995               | Besanzón (Francia) | Medalla de oro     | 57 kg              |